# Imboden (Arkansas)
Imboden – miasto w Stanach Zjednoczonych, w stanie Arkansas, w hrabstwie Lawrence.